# ジェイク・レマーマン
ジェイク・S・レマーマン（Jake S. Lemmerman, 1989年5月4日 - ）はアメリカ合衆国カリフォルニア州コロナデルマー出身の元プロ野球選手（遊撃手）。右投右打。

## 経歴
2010年のMLBドラフトでデューク大学からロサンゼルス・ドジャースより5巡目（全体172位）で指名され入団。
2012年に、第3回WBC予選のイスラエル代表に選出された。同年オフの12月11日にスキップ・シューマッカーとのトレードでセントルイス・カージナルスに移籍した。
2013年オフのルール・ファイブ・ドラフトでサンディエゴ・パドレスへ移籍した。
2014年はAAA級エルパソ・チワワズで41試合、AA級サンアントニオ・ミッションズで33試合に出場したが、メジャーへの昇格機会はなかった。
2015年4月9日にパドレスからリリースされた。